# Howard Lake (Minnesota)
Howard Lake es una ciudad ubicada en el condado de Wright en el estado estadounidense de Minnesota. En el Censo de 2010 tenía una población de 1962 habitantes y una densidad poblacional de 369,35 personas por km².

## Geografía
Howard Lake se encuentra ubicada en las coordenadas 45°3′42″N 94°3′58″O / 45.06167, -94.06611. Según la Oficina del Censo de los Estados Unidos, Howard Lake tiene una superficie total de 5.31 km², de la cual 4.58 km² corresponden a tierra firme y (13.75%) 0.73 km² es agua.

## Demografía
Según el censo de 2010, había 1962 personas residiendo en Howard Lake. La densidad de población era de 369,35 hab./km². De los 1962 habitantes, Howard Lake estaba compuesto por el 96.53% blancos, el 0.61% eran afroamericanos, el 0.25% eran amerindios, el 0.2% eran asiáticos, el 0.1% eran isleños del Pacífico, el 1.53% eran de otras razas y el 0.76% pertenecían a dos o más razas. Del total de la población el 4.74% eran hispanos o latinos de cualquier raza.